# Hieracium memorabile
Hieracium memorabile es una especie de planta con flor del género Hieracium, de la familia Asteraceae, orden Asterales.

## Distribución
Hieracium memorabile se distribuye por Escocia.

## Taxonomía
Fue descrita científicamente por Sell y C. West.